# Sexo para sobrevivência
 O sexo para sobrevivência é uma forma de prostituição engajada por alguém devido a extremas necessidades. O fenómeno descreve a prática de pessoas que são sem-abrigo ou desavantajadas na sociedade de qualquer outra forma, de trocarem sexo por comida, abrigo, outras necessidades básicas, ou drogas. O termo é usado pela indústria do sexo, pesquisadores da pobreza, e ajuda humanitária.

## Prevalência
Sexo para sobrevivência é comum pelo mundo, e foi extensivamente estudado em vários países incluindo os Estados Unidos, o Canadá, o México, as Filipinas, a Tailândia, a Nova Zelândia, a Colômbia, Quénia, Uganda, e África do Sul.
Pesquisadores estimam que, dos jovens sem-abrigo na América do Norte, um em cada três pratica sexo para sobreviver. Num estudo com jovens sem-abrigo em Los Angeles, cerca de um terço das mulheres e metade dos homens disseram que haviam praticado sexo para sobreviver. A probabilidade aumenta com o número de dias desde que o jovem se tornou sem-abrigo, experiência de ser vitimado, envolvimento em comportamentos criminosos, uso de substâncias ilegais, tentativas de suicídio, gravidezes ou DSTs.
Crianças de rua lésbicas, gays, bissexuais e transgéneros são três vezes mais propensas a praticar sexo para sobrevivência em comparação com as que são heterossexuais, de acordo com um estudo. Outro estudo descobriu que os jovens transgéneros têm maior probabilidade de se envolver em sexo para sobrevivência.
Sexo para sobrevivência é comum em campos de refugiados. Em campos de deslocados internos no norte do Uganda, onde 1,4 milhões de civis foram deslocados pelo conflito entre as forças do governo de Uganda e o Exército de Resistência do Senhor, a Human Rights Watch relatou em 2005 que mulheres e meninas deslocadas praticavam sexo para sobrevivência com outros residentes do campo, pessoal de defesa local e soldados do governo do Uganda.

## Motivações
Pesquisas dizem que as crianças de rua nem sempre vêem a prostituição como exploratória: ao invés disso, em certos casos, elas vêem-no como o "início de um possível relacionamento". Dado que um dos maiores fatores de risco para o engajamento em sexo para sobrevivência é um historial de abuso sexual por cuidadores adultos, alguns pesquisadores teorizam que em vez de se prostituirem devido a necessidades ou desespero, as crianças de rua podem estar simplesmente a reproduzir padrões de comportamento que lhes são familiares nas suas relações afetivas.
Outros pesquisadores afirmam que as pessoas só praticam sexo para sobrevivência quando não têm outras opções. A psicóloga e ativista antiprostituição Melissa Farley, escreveu no New York Times, que a prostituição é quase sempre coerciva e carece de consentimento. Ela diz que este é o maior problema, não simples desigualdades entre compradores e vendedores, nem riscos para a saúde e segurança. Farley diz que as mulheres raramente têm meios alternativos viáveis de pagar as suas necessidades básicas e dos seus entes queridos. Farley argumenta que ter a "opção de trabalhar" é imoral porque provavelmente vai prejudicar mulheres muito vulneráveis (psicologicamente, economicamente ou de outra forma). Farley diz que para as mulheres que procuram sobreviver, a experiência pode ser traumatizante e ela descreve-a como "Tornar-se  um objeto masturbatório". Ela também alerta que os homens que mais pagam pela prostituição costumam ser os mais violentos para com as mulheres.
De acordo com Farley, a pesquisa sugere que muito poucas prostitutas (ela estima que apenas 5% delas) fazem a escolha livremente. Ela diz que a maioria das mulheres prostituindo-se, incluindo aquelas que trabalham em serviços de acompanhantes, foram abusadas sexualmente durante a infância. Farley afirma que a maioria das prostitutas gostaria de deixar a indústria. Bob Herbert ecoou uma opinião semelhante, também no New York Times. Herbert diz: "Aqueles que pensam que a maioria das mulheres na prostituição quer estar lá estão iludidos... o mundo da prostituta é tipicamente cheio de proxenetas, sádicos, psicopatas, drogados, criminosos violentos e doenças."

## Divulgação e aplicação da lei

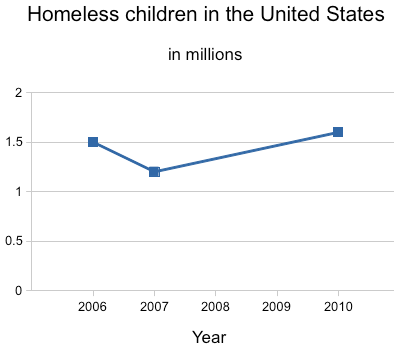
O número de crianças sem-abrigo nos EUA aumentou de 1,2 milhões em 2007 para 1,6 milhões em 2010.

Municípios dos EUA, como Boston e Dallas, notaram um aumento acentuado no número de fugitivos que praticam sexo para sobrevivência desde 1999. Dallas estabeleceu um lar especial para aconselhamento, do qual 75% das meninas menores de idade que recebem tratamento não retornam à prostituição. O Congresso quase aprovou um programa para as cidades criarem programas-piloto modelados no sistema de Dallas em 2007, mas nunca arrecadou os fundos necessários. O Departamento de Justiça ainda não estudou o número de crianças envolvidas na prostituição, embora tenham sido autorizados pelo Congresso a fazê-lo em 2005. No entanto, o Center for Problem Oriented Policing afirma, "não há consenso sobre se a prática é generalizada" e recomenda que os fugitivos devam ser questionados sobre o abuso sexual, mas não o sexo consensual, sexo para sobrevivência ou prostituição.
De acordo com a National Alliance to End Homelessness, os serviços de extensão para ajudar jovens explorados sexualmente devem se concentrar nos locais onde eles se reúnem e são abordados por cafetões para exploração, incluindo espaços públicos como shoppings e escolas, e a internet. Os profissionais de divulgação precisam desenvolver um relacionamento profissional próximo com as autoridades policiais para aprender sobre as tendências e locais, mas devem evitar com cuidado comprometer a sua independência ou a confidencialidade de seus clientes. A aplicação da lei local deve ter como alvo os proxenetas e clientes e não as vítimas para que o processo seja eficaz. Parcerias entre programas sem fins lucrativos e policiais podem ajudar a oferecer às vítimas trabalhadoras do sexo, serviços comunitários para sobrevivência e alojamento para quando são apanhadas pela polícia.
De acordo com a ECPAT International, quando as mulheres e crianças da indústria do sexo são mantidas sob custódia policial ou em casas de detenção preventiva, têm a sua liberdade e acesso a informação negados ou são abusadas pela polícia, elas são encorajadas a mentir sobre a sua situação e tentam escapar, portanto, serviços de assistência à comunidade são substancialmente menos úteis. Falhas semelhantes ocorrem quando os procedimentos judiciais não permitem o testemunho ou representação da vítima ou, quando o fazem, não são amigáveis para a vítima nem para as crianças; ou quando as decisões sobre o futuro das crianças raramente incluem as suas opiniões, ou quando o direito à sua privacidade é violada por reportagens da mídia ou pela estigmatização e discriminação contra crianças exploradas na prostituição. Os governos têm o dever de fornecer serviços às crianças, mas compartilhar esse dever com as organizações sem fins lucrativos por meio de coordenação, monitoramento e apoio, especialmente com respeito à revisão periódica da colocação, provavelmente terá melhores resultados. As medidas de proteção para crianças em todas as fases do processo legal não foram suficientemente implementadas por meio de tribunais amigos das crianças, sistemas de justiça e agências de aplicação da lei. A descriminalização de crianças exploradas na prostituição é uma lacuna substancial na abordagem do sexo para sobrevivência em todo o mundo. Parcerias de aplicação da lei bem-sucedidas incluem uma campanha de prostitutas baseadas em bordéis que policiam o recrutamento de meninas menores de idade no Bangladesh.